# Cotonificio Dell'Acqua
Il Cotonificio Dell'Acqua  è stata un'azienda tessile attiva fra il 1894 ed il 1965.

## Storia

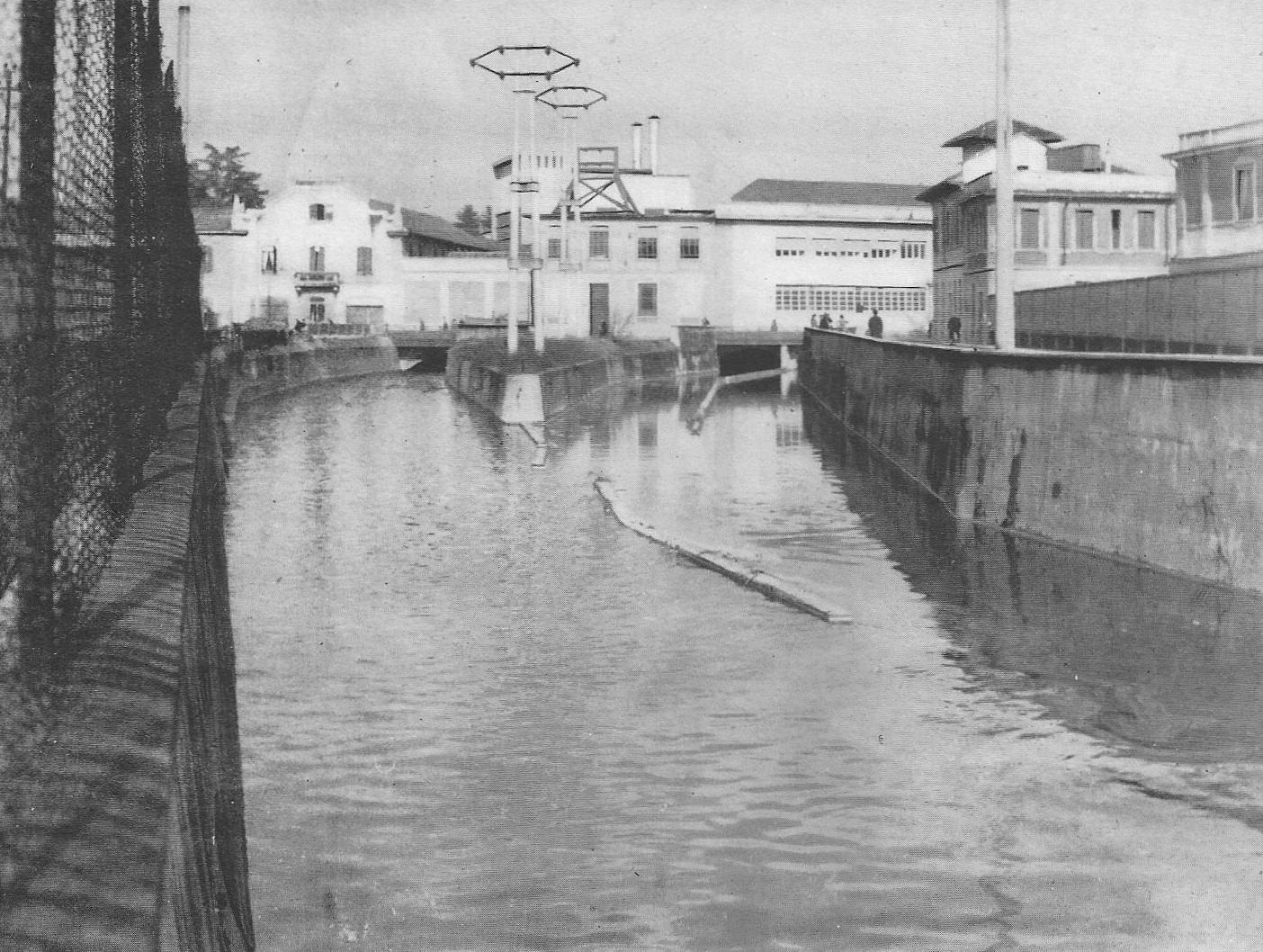
L'Olona che attraversa l'area che poi è stata coperta diventando piazza Carroccio. Sullo sfondo si riconoscono gli stabilimenti legnanesi del Cotonificio Dell'Acqua. L'immagine risale al febbraio del 1955

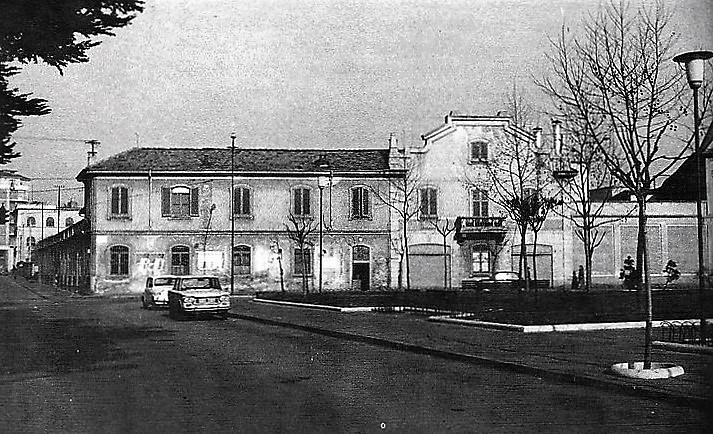
Piazza Carroccio verso via Girardelli. Sullo sfondo, frontalmente, il Cotonificio dell'Acqua

La società fu fondata nel 1894 a Legnano da Carlo Dell'Acqua come tessitura di tele grezze e colorate. Qualche anno dopo alla tessitura fu associata una tintoria, che permise all'azienda di raggiungere, nel 1905, una forza lavoro di 300 operai. Nel 1907 la Carlo Dell'Acqua e C. si fuse con la ditta Lissoni - Castiglioni & C. di Busto Arsizio dando vita al Cotonificio Dell'Acqua-Lissoni-Castiglioni di cui Carlo Dell'Acqua divenne presidente. Nel frattempo, la produzione tessile iniziò a diversificarsi notevolmente.

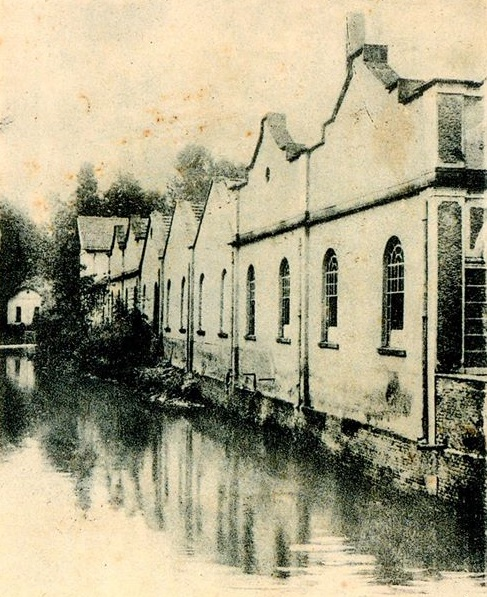
Il Cotonificio Dell'Acqua di Legnano lungo il fiume Olona nel 1902

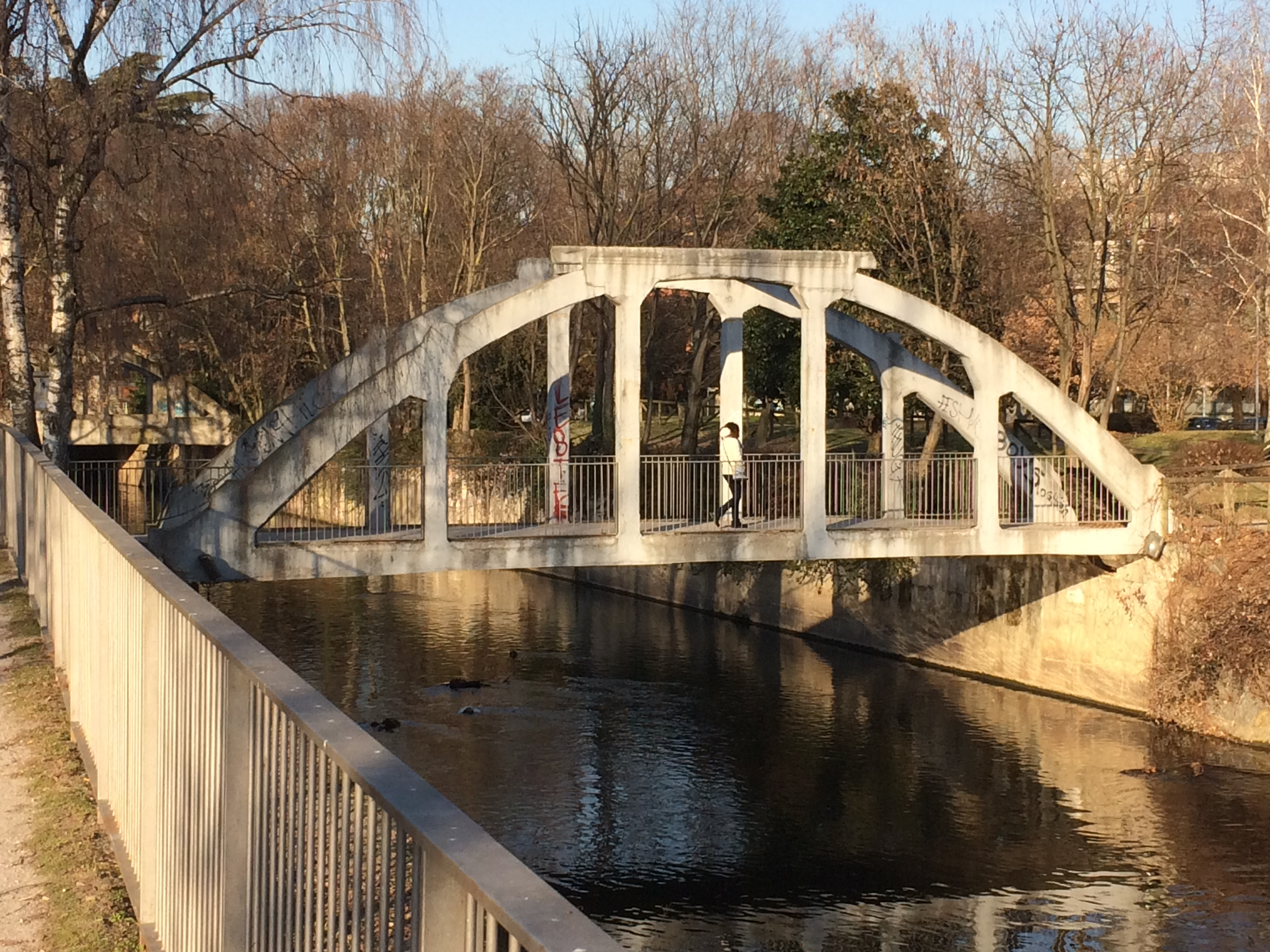
Uno dei due ponti che attraversano l'Olona sull'area dell'ex Cotonificio Dell'Acqua, unica testimonianza rimasta dei suoi stabilimenti legnanesi

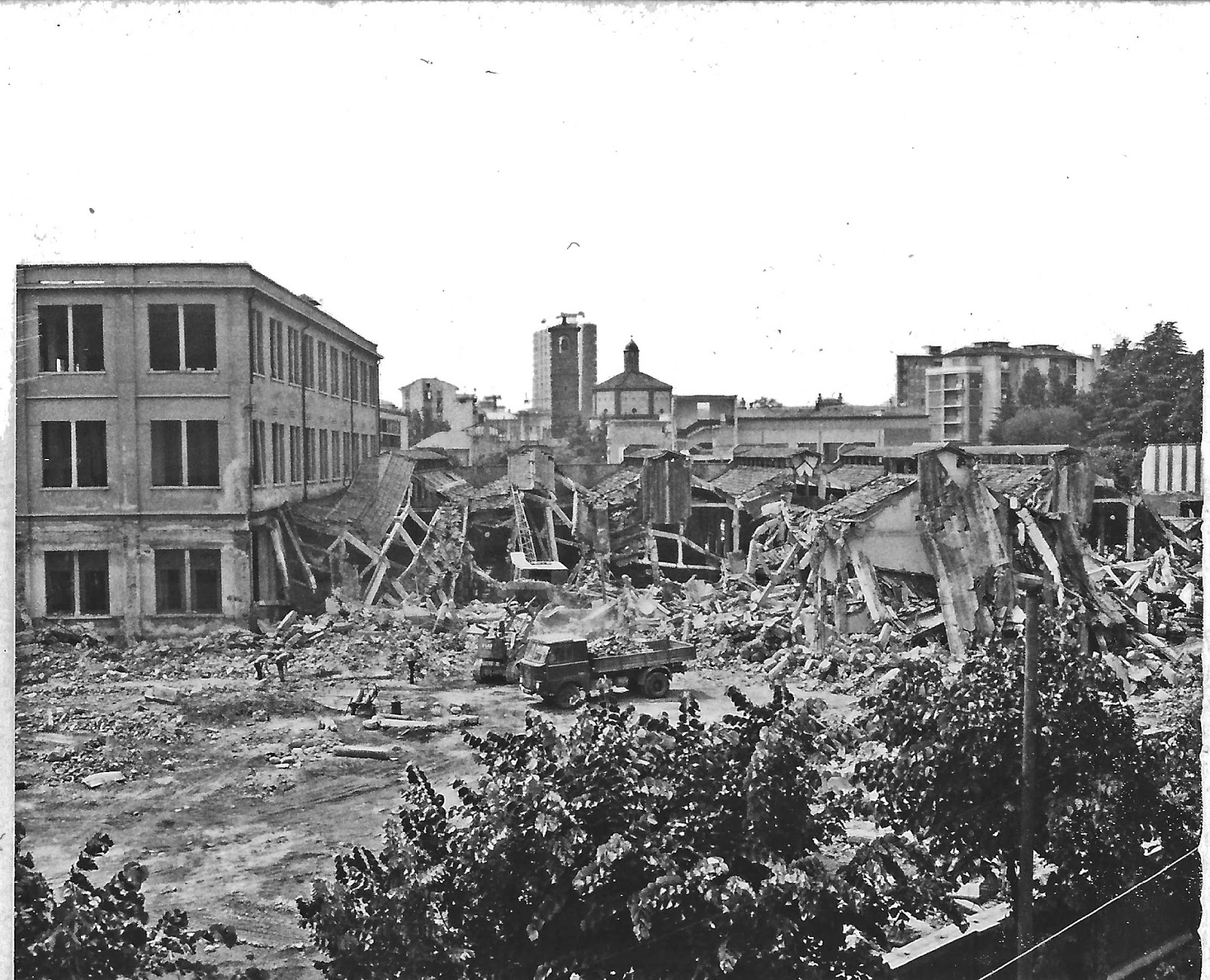
Demolizione degli stabilimenti legnanesi del Cotonificio Dell'Acqua (1969)

Lo stabilimento legnanese, che occupava 55.000 metri quadrati, sorgeva sull'isolato ora occupato dal Commissariato della Polizia, dalla ex pretura, dal parco pubblico di via Diaz e dal parcheggio pubblico di via Gilardelli. Della fabbrica sono ancora esistenti due ponti sull'Olona, di cui uno in stile Liberty, che collegavano le due parti del complesso industriale divise dal fiume, ed un pino che si trova all'ingresso del parcheggio. Il ponte in stile Liberty, che risale alla fine del XIX secolo, venne ristrutturato nel 1992 grazie all'interessamento del "Lions Club Legnano Carroccio".
Questa ubicazione non fu casuale: le prime industrie della Valle Olona impiantavano le proprie attività lungo il corso del fiume per sfruttare la forza motrice originata dalle acque grazie all'installazione di ruote idrauliche, che facevano muovere i macchinari. Solo in seguito si diffusero i motori a vapore e i propulsori elettrici.
I fratelli Dell'Acqua, nel 1904, fecero costruire a Legnano, su progetto dell'architetto Antonio Tagliaferri, Villa Dell'Acqua-Lazzati-Bombelli, classico esempio di dimora padronale di inizio XX secolo.
Nel 1909, venendo incontro alle sollecitazioni della Amministrazione comunale che la incentivò con un premio di 40'000 Lire e la sospensione dalle tasse per 5 anni, venne inaugurato lo stabilimento di Abbiategrasso. L'impianto, adiacente alla stazione ferroviaria, era dotato di 500 telai e dava lavoro a 300 operai.
Nel 1915 l'azienda possedeva in totale, nei reparti produttivi dei vari stabilimenti, 1.500 telai. I prodotti del cotonificio Dell'Acqua, che erano noti per la loro qualità, iniziarono ad essere esportati in tutto il mondo. Quando Carlo Dell'Acqua iniziò la carriera politica, Giuseppe Castiglioni prese in carico la gestione tecnica dell'azienda, mentre Vittorio Lissoni iniziò a curare quella commerciale.
Negli anni trenta la proprietà del cotonificio passò ai fratelli Ercole e Giulio Brusadelli. I fratelli Brusadelli fecero crescere notevolmente la società, costruendo anche la mensa per i dipendenti, un asilo, un impianto sportivo (esistente ancora oggi e ora intitolato a Pino Cozzi, storico presidente dell'Unione Sportiva Legnanese), il dopolavoro, lo spaccio interno e, dagli anni quaranta, predisposero un piano di edificazione di case per i lavoratori. Per questi motivi i legnanesi, da un certo punto in poi, iniziarono a chiamare l'azienda "il Brusadelli".
Negli anni cinquanta, dopo la scomparsa di Ercole Brusadelli, la società fu acquistata dall'imprenditore Giulio Riva, già attivo nel tessile con un gruppo industriale che possedeva, tra l'altro, l'Unione Manifatture e il Cotonificio Vallesusa. A causa del crack finanziario del gruppo Riva, che fu cagionato da Felice Riva, figlio di Giulio, il cotonificio Dell'Acqua chiuse i battenti nel 1965. Nel 1965 nello stabilimento legnanese vi lavoravano 700 dipendenti, a cui andavano sommati i lavoratori delle fabbriche di Abbiategrasso, Turate e Cocquio, che portavano la forza lavoro totale a 1.300 dipendenti.
Il complesso industriale di Legnano fu demolito quattro anni dopo, nel 1969: nell'area occupata ora esistono un parcheggio ed un parco pubblico.

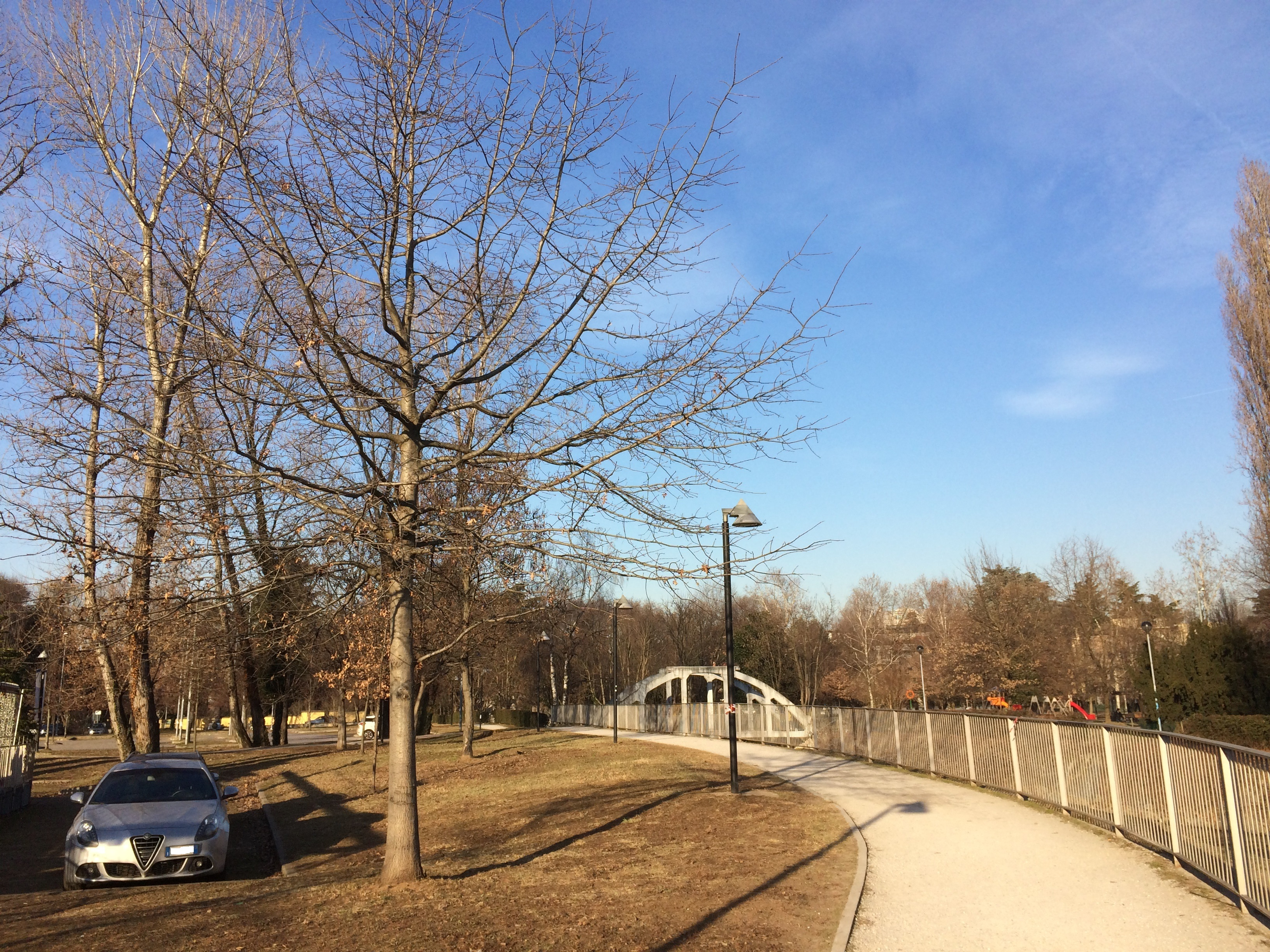
L'area una tempo occupata dagli stabilimenti legnanesi del Cotonificio Dell'Acqua. Sulla sinistra si intravede il parcheggio pubblico di via Gilardelli, mentre sulla destra, oltre l'Olona, si vede il parco pubblico di via Diaz